# Cristianización de la Rus de Kiev

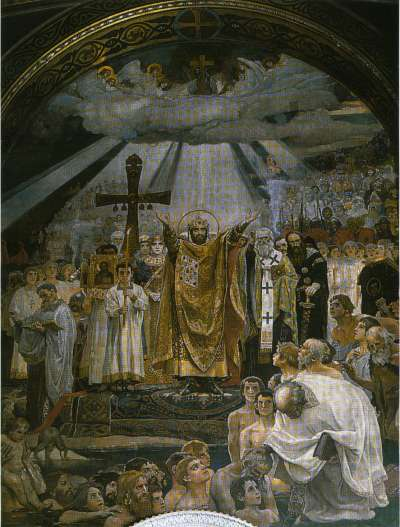
Cristianización de la Rus, fresco de Víktor Vasnetsov en la Catedral de San Vladímir de Kiev (1885-1896)

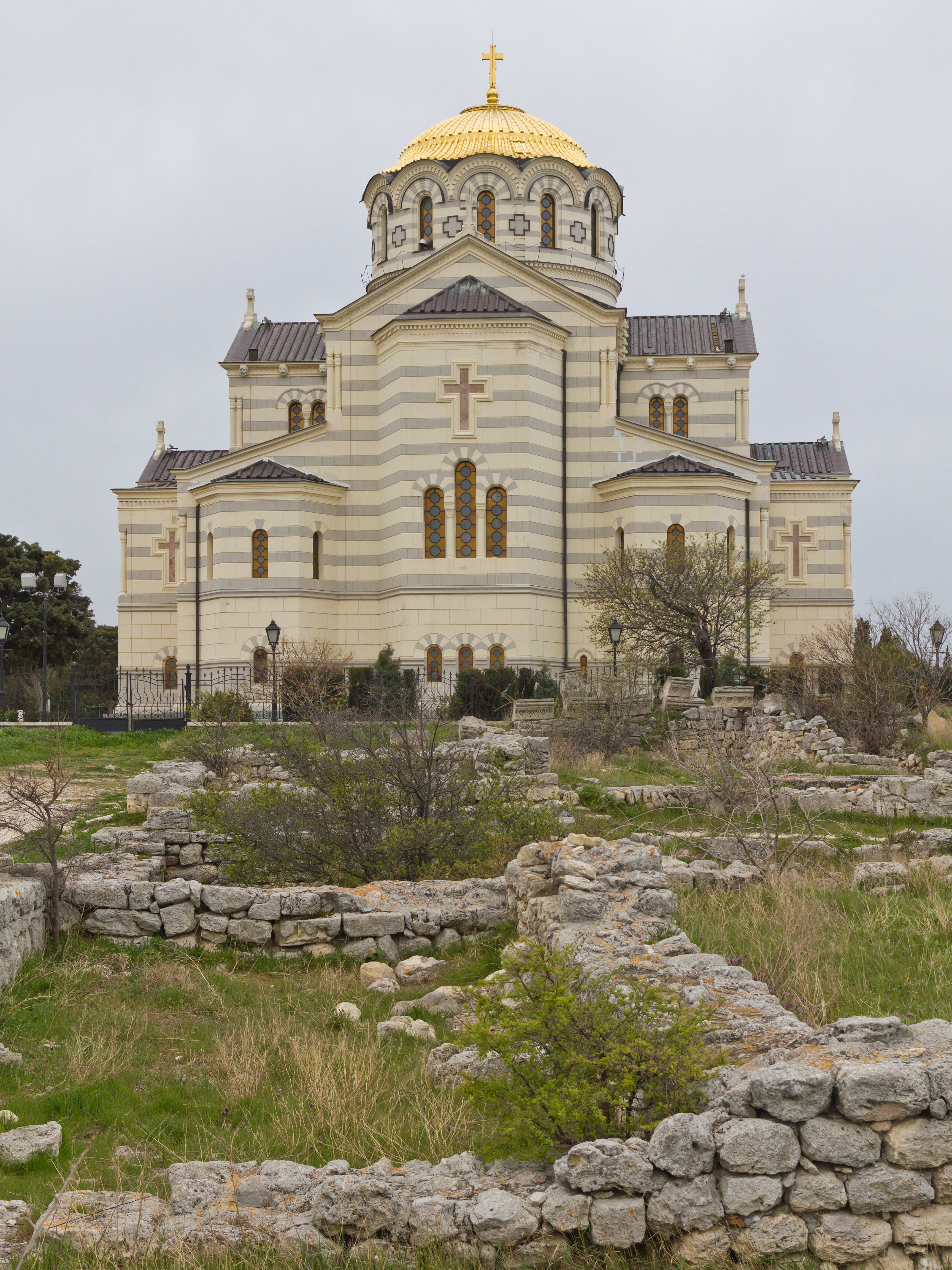
Las ruinas de Quersonesos: el lugar donde las Iglesias ucraniana y rusa nacieron.

La cristianización de la Rus de Kiev tuvo lugar en varias etapas. A principios de 867, el Patriarca Focio de Constantinopla anunció a otros patriarcas ortodoxos que la Rus de Kiev, bautizada por su obispo, había abrazado el cristianismo con particular entusiasmo. Los intentos de Focio de cristianizar el país no parecen haber tenido demasiado efecto o consecuencias, ya que la Crónica de Néstor y otras fuentes eslavas describen al pueblo Rus' del siglo X como arraigado firmemente en el paganismo.
La cristianización definitiva de Kiev data de finales de la década de 980 (el año es objeto de debate), cuando Vladimiro el Grande fue bautizado en Quersonesos (ciudad en la parte suroeste de Crimea, conocida como Táurica), procediendo a bautizar a su familia y gentes en Kiev.

## SigloIX
La fuente con más autoridad en cuanto a la cristianización de la Rus de Kiev es una encíclica del Patriarca Focio, datada a principios de 867. En referencia al sitio de Constantinopla de 860, Focio informa a los patriarcas y obispos orientales que después de que los búlgaros se convirtieran al cristianismo en 863, la Rus lo hizo poco después. Como en el caso de los búlgaros, el patriarca consideró prudente enviar un obispo desde Constantinopla a los bárbaros.
Con algunas modificaciones la historia es repetida por Constantino VII en De Administrando Imperio, y por varias generaciones de historiadores bizantinos, incluyendo a Juan Skylitzes y a Juan Zonaras. Resulta evidente que tanto la corte imperial como el patriarcado consideraban a los Rus' del siglo X como cristianos por el hecho que el obispado de la Rus de Kiev fue enumerado en las listas de sedes ortodoxas compiladas durante los reinos de León el Sabio y Constantino VII. También hay argumentos ex silentio: no hay ninguna fuente griega que registre el segundo bautismo de la Rus de la década de 990.

## sigloX

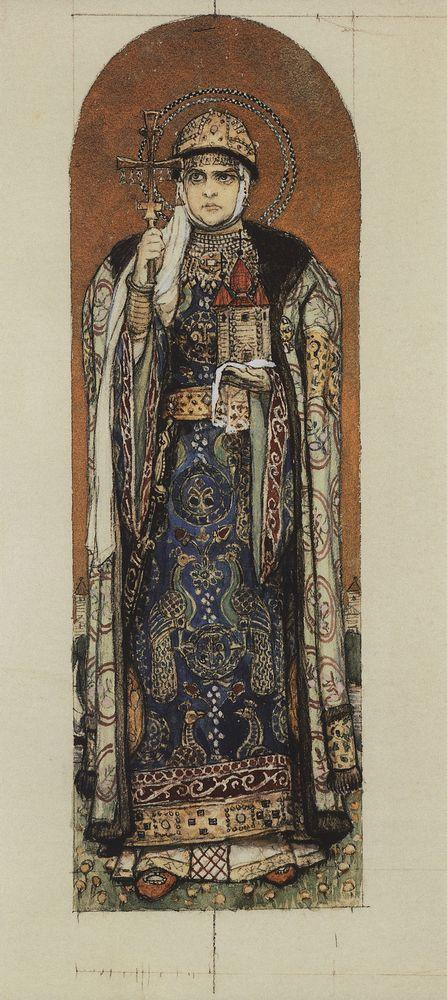
La princesa Olga de Kiev. Por Víktor Vasnetsov.

Cualquiera que sea el alcance de los esfuerzos de Focio para cristianizar la Rus de Kiev, su efecto no fue duradero. Aunque no mencionan la misión de Focio, los autores de la Crónica de Néstor conocían que una porción considerable de la población de Kiev era cristiana para 944. En el Tratado ruso-bizantino de 945, preservado en el texto de la crónica, la parte cristiana de la Rus juró de acuerdo a su fe, mientras que el príncipe gobernante y otros no cristianos invocan a Perún y Veles según la costumbre pagana. La Colegiata de San Elías (cuyo culto en los países eslavos se equiparó al de Perún) de Kiev, es mencionada en el texto de la crónica, dejándole a los investigadores modernos el ponderar cuantas iglesias existían en el Kiev de la época.
En 945 o en 957, la regente Olga de Kiev, visitó Constantinopla con cierto sacerdote, Gregorio. Su recepción en la corte imperial es descrita en De Ceremoniis. Aunque normalmente se cree que fue bautizada en Constantinopla más que en Kiev, no hay una mención explícita al sacramento, así que ninguna de las opciones es excluida. Olga es también conocida por haber pedido un obispo y sacerdotes de Roma. Su hijo, Sviatoslav (r. 963-972), continuó con la adoración a Perún y los otros dioses de la mitología eslava. Se mantuvo como un contumaz pagano toda su vida, según la Crónica de Néstor, creía que sus guerreros le perderían el respeto y se reirían de él si se convertía en cristiano.
El sucesor de Sviatoslav, Yaropolk I (r.972-980) parece haber tenido una actitud más conciliadora hacia el cristianismo. Fuentes tardomedievales incluso afirman que Yaropolk intercambió embajadores con el Papa. El Chronicon de Adémar de Chabannes y la Vida de San Romualdo de Pietro Damiani realmente documentan la misión de San Bruno de Querfurt a la tierra de la Rus, donde logró convertir a un rey local (uno de los tres hermanos que gobernaban el país). Aleksandr Nazarenko sugiere que Yaropolk se inició en ritos preliminares al bautismo, pero fue asesinado por encargo de su hermanastro pagano Vladímir (cuya legitimidad al trono era cuestionable) antes de que su conversión fuese formalizada. De acuerdo a esta teoría, cualquier información al respecto de un posible bautismo por el rito latino de Yaropolk habría sido suprimida por los cronistas ortodoxos posteriores, celosos de preservar la imagen de Vladímir como el Apóstol Ruso sin mácula para las siguientes generaciones.

## El bautismo de Vladímir de Kiev

### Preludio

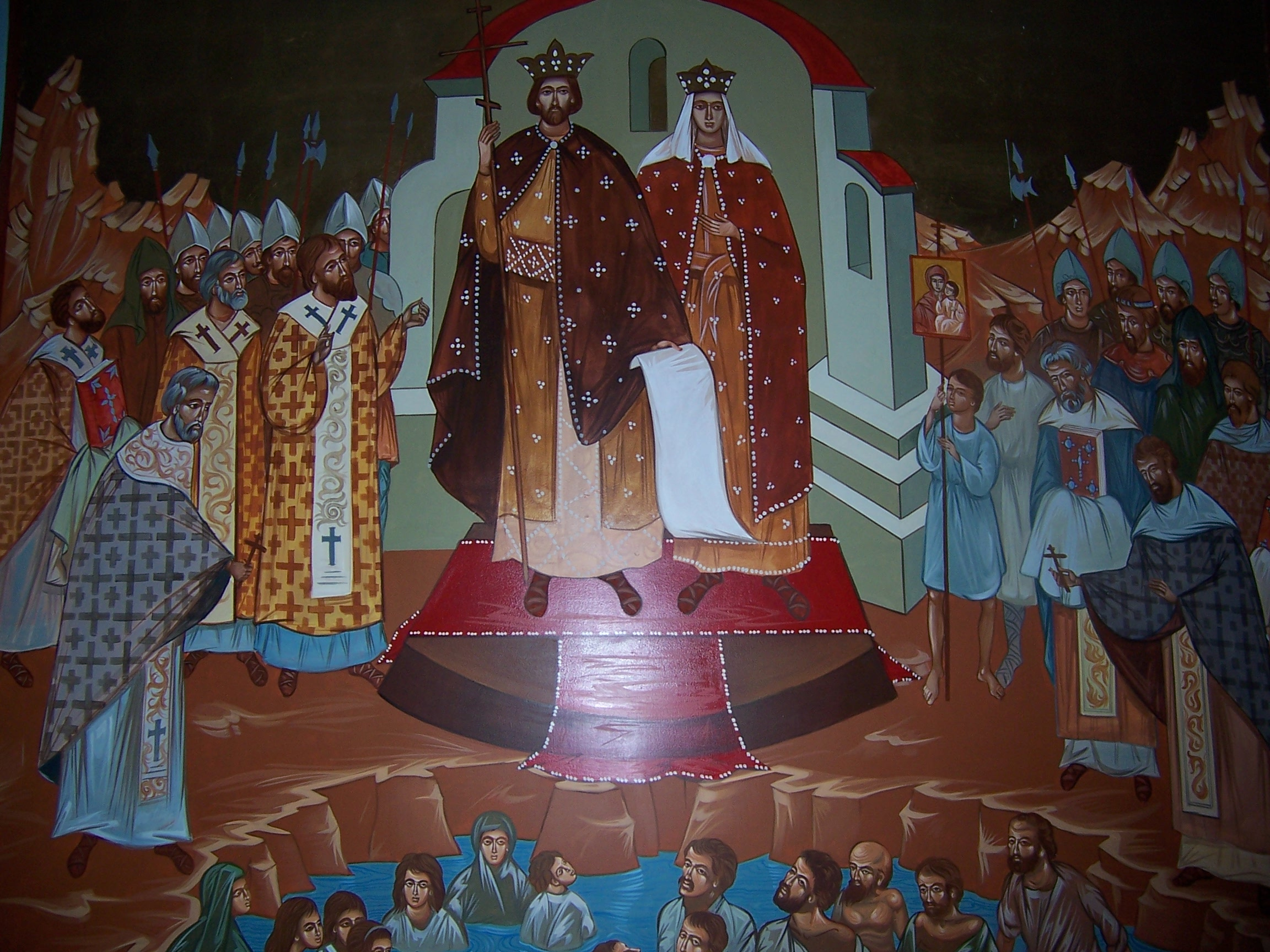
Fresco que representa el bautismo de Kiev en la Iglesia Ucrania Grecocatólica de San José el Degollado de Chicago.

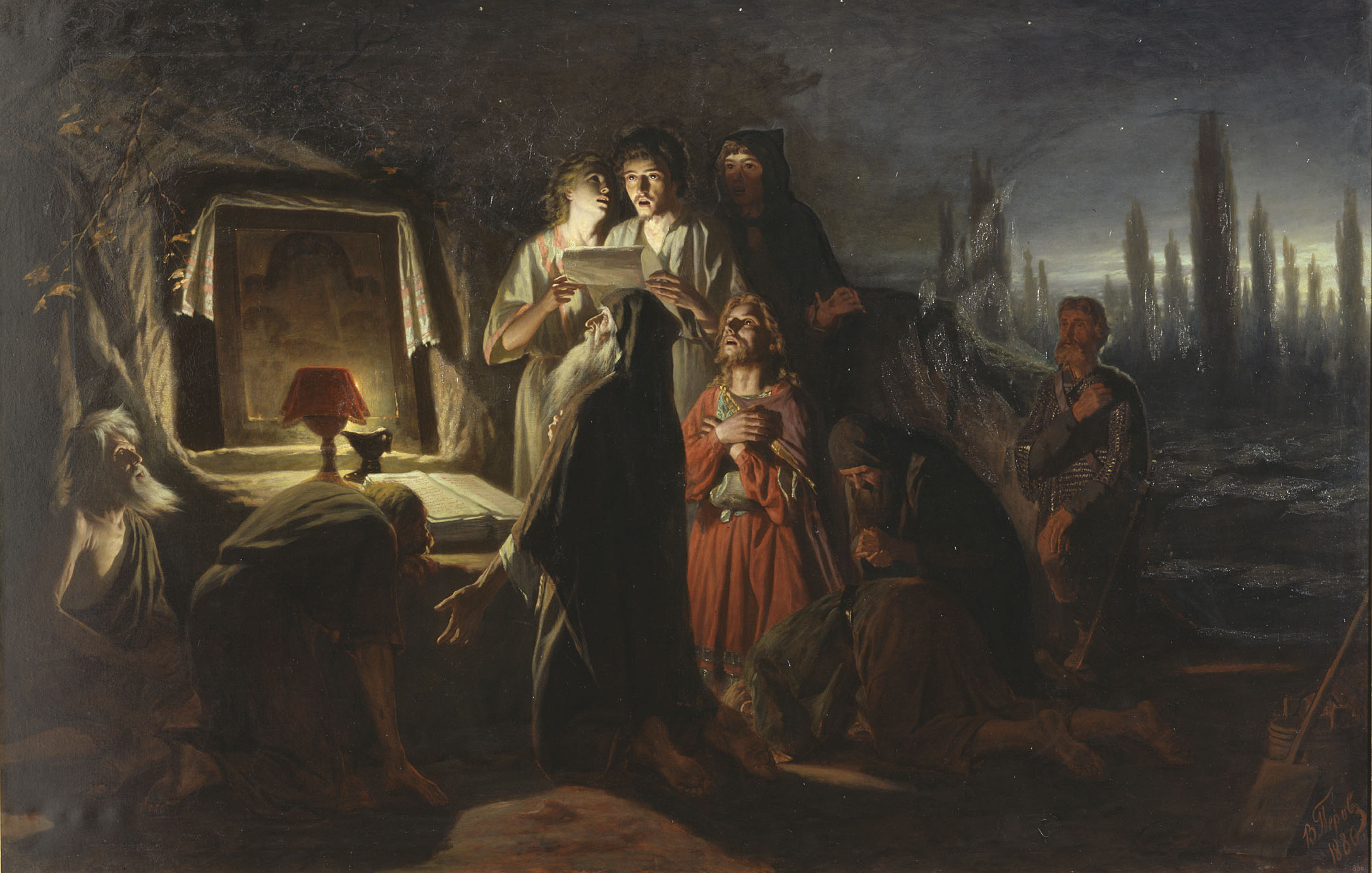
Pintura de Vasili Perov que ilustra las reuniones clandestinas de cristianos en el Kiev pagano.

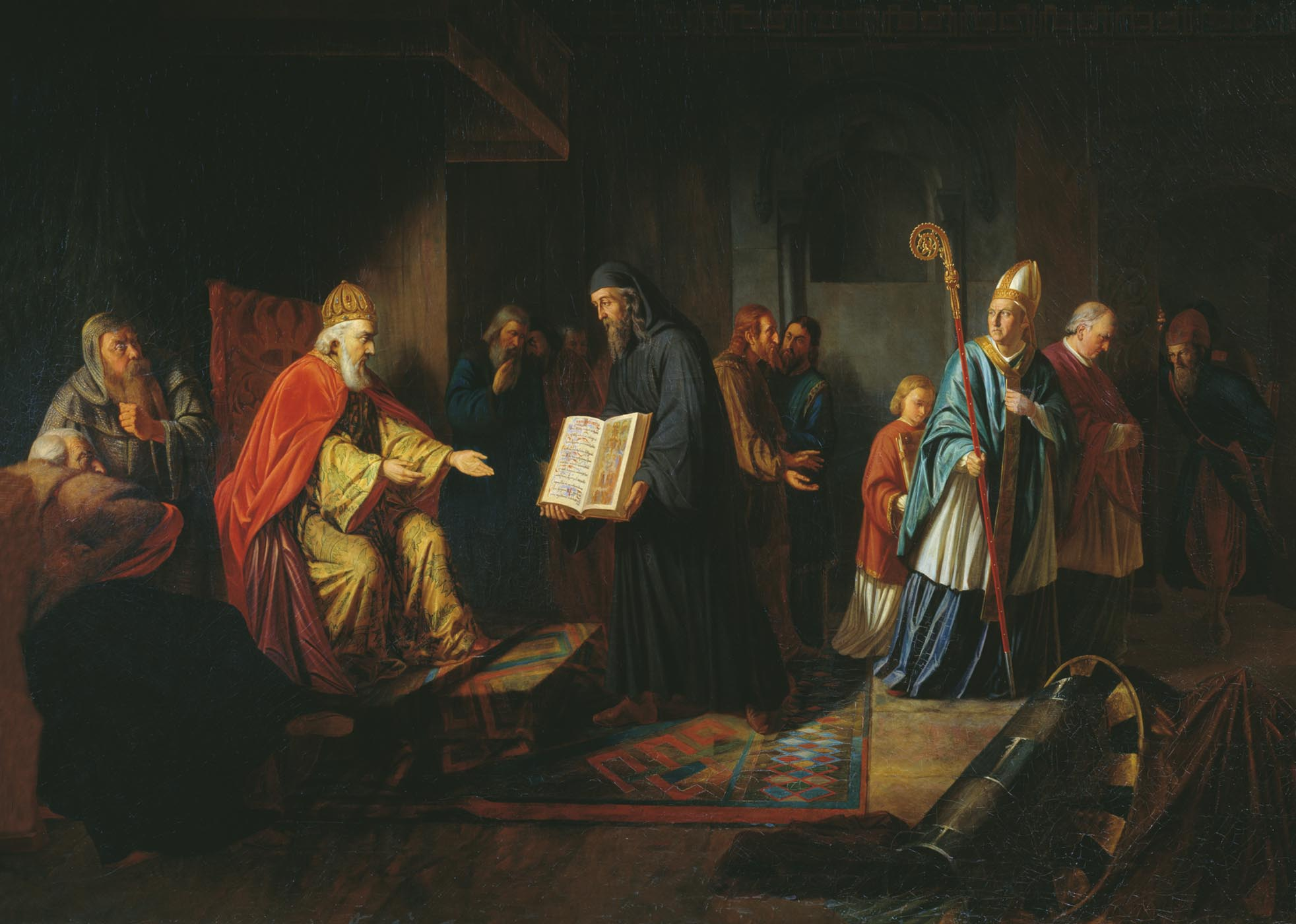
Ivan Eggink representa en su pintura a Vladímir escuchando a los sacerdotes ortodoxos, mientras que el enviado papal espera a un lado con gesto descontento.

Durante la primera década del reinado de Vladímir de Kiev, se dio una reacción pagana. Perún fue escogido como deidad suprema del panteón eslavo y su ídolo fue situado en la colina al lado del palacio real. Este renacimiento del paganismo fue contemporáneo a otros intentos similares llevados a cabo por Håkon Sigurdsson en Noruega y (posiblemente) Svend I en Dinamarca. Aunque Vladímir parece haber ido más allá que los konung escandinavos (incluso se informó de sacrificios humanos en Kiev), su reforma religiosa no tuvo éxito. Para finales de la década de 980, resultaba evidente que debería adoptar el monoteísmo de fuera.
La Crónica de Néstor informa de que en el año 987, como resultado de una consulta con sus boyardos, Vladímir envió representantes para que estudiaran las religiones de diferentes naciones vecinas cuyos delegados habían estado urgiéndole para abrazar sus respectivas confesiones. El resultado es descrito en la siguiente anécdota apócrifa. De los búlgaros del Volga musulmanes, los enviados informaron de que entre ellos no había alegría; sólo tristezas y un gran hedor, y que su religión no era deseable debido a su tabú respecto a las bebidas alcohólicas y el cerdo; supuestamente, Vladímir comentó al respecto: "El beber es la alegría de la Rus."
Las fuentes rusas también describen a Vladímir consultando a los enviados judíos (que podían haber sido o no jázaros), preguntándoles sobre su religión y rechazándola en última instancia, debido a que su pérdida de Jerusalén era una evidencia de que habían sido abandonados por Dios.
Por último Vladímir, se decidió por el cristianismo. En las sombrías iglesias de los alemanes sus enviados no vieron belleza; pero en Santa Sofía, con todo el ritual de la Iglesia bizantina preparado para impresionarles, encontraron su ideal: "No sabíamos si estábamos en el cielo o en la tierra" informaron, "tanta belleza, que no sabríamos como describirla". Si Vladímir quedó impresionado por el relato de sus enviados, no hay que subestimar en su decisión el hecho de que la alianza con los bizantinos le daba más ventajas políticas.

### Bautismo de Vladímir

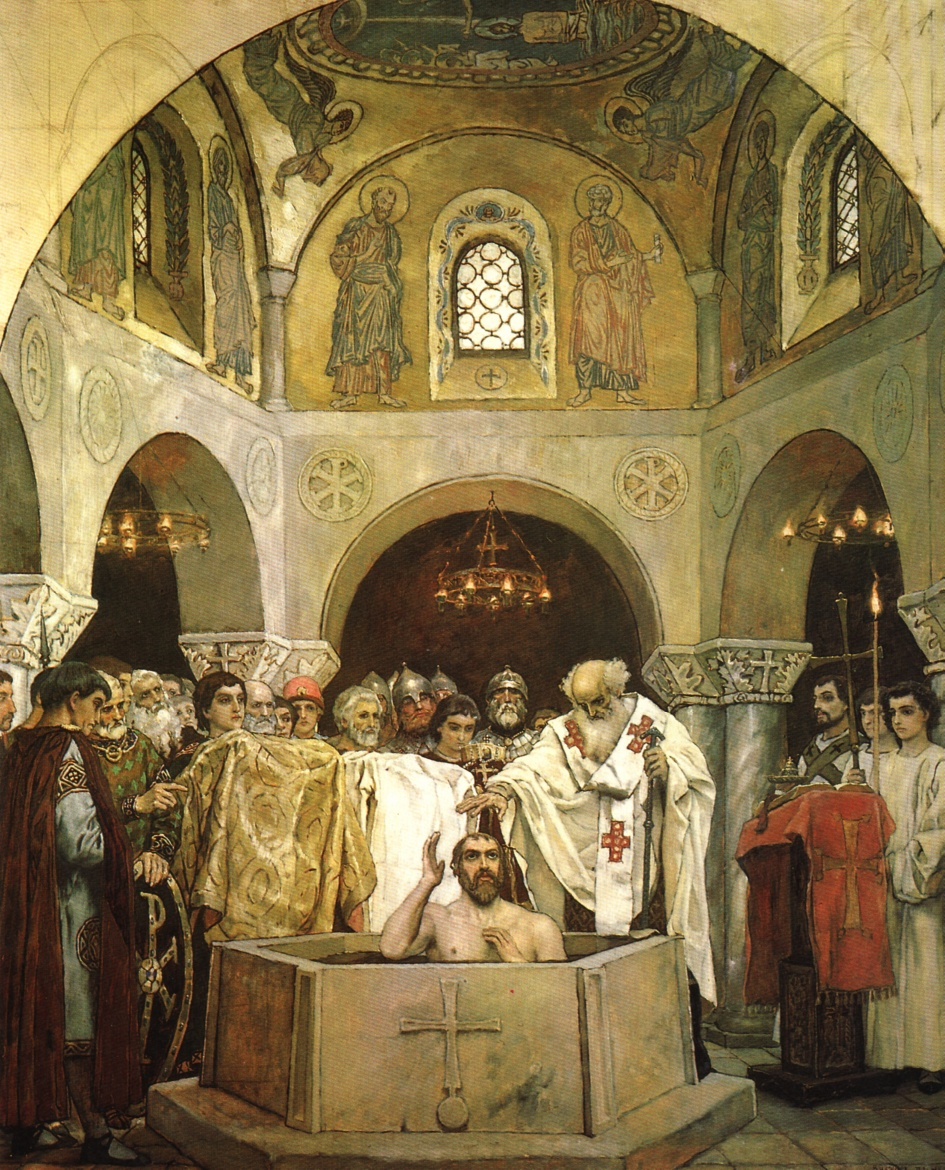
El bautismo de Vladímir, fresco de Víktor Vasnetsov en la Catedral de San Vladímir en Kiev. 1890.

Fuentes foráneas, escasas en número, presentan el siguiente relato acerca de la conversión de Vladímir. Yahya de Antioquía y sus seguidores (al-Rudhrawari, al-Makin, al-Dimashki, y ibn al-Athir) dan esenciamente la misma versión. En 987, los generales Bardas Esclero y Bardas Focas se rebelaron contra el emperador bizantino Basilio II. Ambos rebeldes juntaron sus fuerzas brevemente y avanzaron contra Constantinopla. El 14 de septiembre de 987, Bardas Phocas se proclamó emperador. Ansioso de evitar el asedio de su capital, Basilio le pidió ayuda a la Rus, incluso aunque en ese momento eran considerados enemigos. Vladímir estuvo de acuerdo, a cambio de un vínculo matrimonial, también aceptó el cristianismo ortodoxo como su religión y la de su gente. Cuando se asentaron los acuerdos matrimoniales, Vladímir despachó a 6 000 soldados hacia el Imperio bizantino, ayudándole a sofocar la revuelta.
En la Crónica de Néstor, el relato del bautismo de Vladímir es precedido por la así llamada leyenda de Korsún. De acuerdo a esta historia apócrifa, en 988 capturó la ciudad griega de Korsún (Quersoneso) en Crimea, de gran importancia comercial y política. Esta campaña puede haber sido dictada por su deseo de asegurar los beneficios prometidos por Basilio II cuando pidió ayuda a la Rus contra Phocas. En recompensa por la evacuación de Quersoneso, a Vladímir le prometiron la mano de la hermana del emperador, Ana Porfirogéneta. Antes de la boda. Vladímir fue bautizado (o en Quersoneso o en Kiev), tomando el nombre cristiano de Basilio, como detalle hacia su cuñado imperial. El sacramento fue seguido por su matrimonio con la princesa griega.

### Bautismo de Kiev

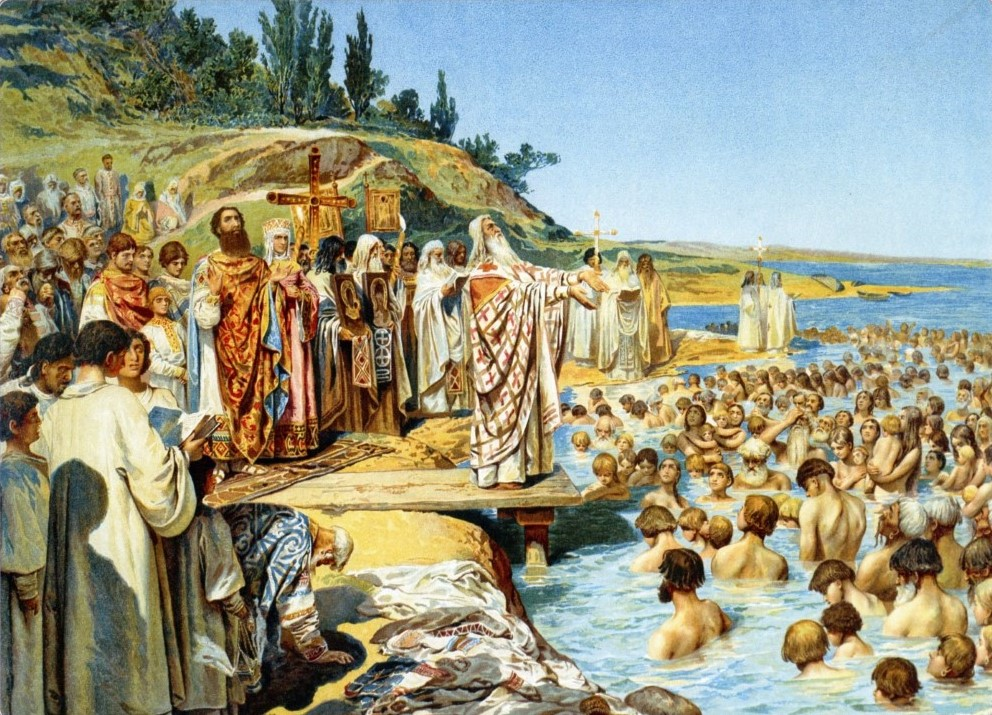
El bautismo de los kievitas, una pintura de Klavdi Lébedev.

Retornando a Kiev triunfante, Vladímir exhortó a los residentes de su capital a que fueran al río Dniéper a bautizarse. Este bautizo en masa se convertiría en el primer acontecimiento icónico en la cristianización del estado de la Rus de Kiev.
En un primer momento Vladímir bautizó a sus doce hijos y a muchos boyardos. Destruyó las estatuas de madera de los dioses paganos eslavos (los que había construido ocho años antes), siendo quemadas o despedazadas, y la estatua de Perún -el dios supremo- fue arrojada al Dniéper. Entonces envió un mensaje a todos los residentes de Kiev, "ricos, y pobres, y mendigos, y esclavos", conminándoles a que acudieran al día siguiente, bajo el riesgo de convertirse en "enemigos del príncipe". Fue un gran número de gente, con niños con ellos. Fueron encaminados al agua mientras los sacerdotes ortodoxos, que venían desde Quersoneso para la ocasión, rezaban.
Para conmemorar el acontecimiento, Vladímir construyó la primera iglesia de piedra de la Rus de Kiev, llamándola Iglesia de los Diezmos o de la Dormición de la Virgen, donde más tarde serían enterrados él y su mujer. En el emplazamiento de las estatuas paganas, en la cima de la colina, se construyó otra iglesia.

## Consecuencias
A continuación del bautismo de Kiev se dieron ceremonias similares en otros centros urbanos del país. La Crónica de Ioakim comenta que el tío de Vladímir, Dobrynia, forzó a los novogorodenses a convertirse "por el fuego", mientras que el alcalde local, Putiata, persuadió a sus compatriotas "por la espada". En ese momento, el obispo Ioakim Korsunianin construyó la primera (de madera) Catedral de Santa Sofía de Nóvgorod "con trece cúpulas" en el emplazamiento de un cementerio pagano. El paganismo persistió en el país durante largo tiempo, revelándose durante la Revuelta del Alto Volga y otras protestas paganas ocasionales. La región noroeste del país, centrada en Rostov, era particularmente hostil a la nueva religión. Incluso la misma Nóvgorod, sufriría una revuelta pagana tan tarde como en 1071, en la que el obispo Fiódor se enfrentó a una amenaza real contra su persona; el príncipe Gleb Sviatoslávich reprimió a la multitud partiendo a un hechicero por la mitad con un hacha.
La cristianización de la Rus de Kiev la alió firmemente con el Imperio bizantino. El aprendizaje del griego y su cultura literaria fue adoptada en Kiev y en otros centros del país. Se empezaron a construir iglesias según el modelo bizantino. Durante el reinado del hijo de Vladímir Yaroslav I el Sabio, el metropolita Hilarión de Kiev escribió la primera obra de la literatura eslava oriental, una elaborada oración en la que se comparaba favorablemente a la Rus con otros pueblos conocida como el Discurso sobre la ley y la gracia. El Evangeliario de Ostromir, producido en Nóvgorod durante este período, ha sido datado como el primer libro eslavo oriental. Pero la única obra superviviente de literatura laica, el Cantar de las huestes de Ígor, testifica la supervivencia de la visión del mundo pagana bajo una fachada cristiana.
En 1988, los fieles de las iglesias ortodoxas orientales que tenían sus raíces en el bautismo de Kiev celebraron el milenio de cristiandad eslava oriental. Las grandes celebraciones efectuadas en Moscú cambiaron la relación entre el estado soviético y la Iglesia. Por primera vez desde 1917, numerosas iglesias y monasterios fueron devueltos a la Iglesia ortodoxa rusa. En las comunidades ucranianas alrededor del mundo, los miembros de las diversas iglesias ucranianas también celebraron el Milenio de la Cristianidad en Ucrania.

## Nota
1. ↑  Tanto en la literatura rusa como en la ucraniana, el término "bautismo de la Rus" (en ruso: Крещение Руси) se usa a menudo principalmente para designar los acontecimientos de 988.